# Oregon National Guard
La Oregon National Guard è una componente della Riserva militare inquadrata sotto la U.S. National Guard. Il suo quartier generale è situato presso Salem.

## Organizzazione
Attualmente, al 2024, sono attivi i seguenti reparti:

### Componente Terrestre
- Oregon Army National Guard
  -  41st Infantry Brigade Combat Team
  -  82nd Troop Command

### Componente Aerea
- Oregon Air National Guard
  -  142nd Wing
  -  173rd Fighter Wing